# Diachi Suzuki
Daichi Suzuki (Japón, 10 de marzo de 1967) es un nadador  retirado especializado en pruebas de estilo espalda, donde consiguió ser campeón olímpico en 1988 en los 100 metros.

## Carrera deportiva
En los Juegos Olímpicos de Seúl 1988 ganó la medalla de oro en los 100 metros estilo espalda, con un tiempo de 55.05 segundos, por delante del estadounidense David Berkoff y del soviético Igor Polyansky.
Y en el Campeonato Pan-Pacífico de Natación celebrado en Brisbane en 1987 ganó la medalla de plata en la misma prueba.